# میگل آریاس
میگل آریاس (انگلیسی: Miguel Areias؛ زادهٔ ۲ ژوئن ۱۹۷۷) بازیکن فوتبال اهل پرتغال بود که عمدتا در پست دفاع چپ بازی می‌کرد.